# Общая эффективность оборудования
Общая эффективность оборудования (англ. Overall Equipment Effectiveness; OEE)  — система анализа общей эффективности работы оборудования, предназначенная для контроля и повышения эффективности производства и основанная на измерении и обработке конкретных производственных показателей. Используется в качестве ключевых показателей эффективности (KPI), что в сочетании с технологиями бережливого производства позволяет предприятию быстрее добиться успеха.

## Факторы OEE
Факторы ОЕЕ включают в себя три критерия эффективности:
- Доступность (Availability, A);
- Производительность (Performance, P);
- Качество (Quality, Q).

Анализ эффективности берёт начало с общего времени работы предприятия (Plant Operating Time, POT).
Второй важной вводной является время плановых остановок (Planned Shut Down, PSD), т.е. время, которое необходимо исключить из анализа эффективности, поскольку производство в этот момент невозможно. Разница между общим временем работы предприятия и временем плановых остановок называется планируемым производственным временем (Planned Production Time, PPT):
PPT = POT – PSD
OEE исходит от планируемого производственного времени и анализирует потери времени с целью их уменьшения или устранения. Существуют три основные категории потерь: потери на остановки (Down Time Loss, DTL),  потери в скорости (Speed Loss, SL) и потери в качестве (Quality Loss, QL).

## Расчёт OEE

### Доступность
Критерий доступности анализирует потери на остановки (DTL), включающие в себя любые внеплановые остановки, как-то: поломки и отказы оборудования, остановки из-за дефицита сырья или отсутствия места для складирования. Время переходов также входит в OEE-анализ, так как оно является одной из форм простоя. Хотя время перехода невозможно устранить, в большинстве случаев оно может быть сокращено. Рабочее время, оставшееся после учёта остановок, называется операционным временем (Operating Time, OT).
OT = PPT – DTL
Расчёт критерия доступности:
A = OT / PPT

### Производительность
Критерий производительности учитывает потери в скорости (SL), которые включают в себя все факторы, вызывающие снижение рабочей скорости оборудования по сравнению с максимально возможной. Примеры включают износ машин, использование некачественных материалов, неправильная подача, неэффективные действия оператора. 
Рабочее время, оставшееся после учёта потерь в скорости, называется чистым операционным временем (Net Operating Time, NOT).
NOT = OT – SL = PPT –  DTL – SL
Расчёт критерия производительности:
P = ICT / (OT/TP)  или  P = (TP/OT) / IRR
где:
ICT – Идеальное время цикла (Ideal Cycle Time) – теоретическое минимальное время, необходимое для выпуска единицы продукции;
IRR – Идеальная норма производства (Ideal Run Rate) – теоретически максимальное количество продукции, производимое в единицу времени – величина обратная ICT;
TP – Выпуск продукции (Total Pieces) – фактическое количество единиц продукции, выпущенное за операционное время OT.

### Качество
Критерий качества учитывает потери в качестве (QL), которые включают в себя производство несоответствующей стандартам продукции. Рабочее время, оставшееся после учёта потерь в качестве, называется чистым производительным временем (Fully Productive Time, FPT).
FPT = NOT – QL = OT – SL – QL = PPT –  DTL – SL – QL
Расчёт критерия качества:
Q = GP / TP
где:
GP – Выпуск годной продукции (Good Pieces) – фактическое количество единиц годной продукции, выпущенное за операционное время OT.

### Общий критерий эффективности OEE
Расчёт OEE производится следующим образом:
OEE = A * P * Q = (OT / PPT) * (ICT / (OT /TP)) * (GP / TP) = GP * ICT / PPT
ОЕЕ = Выпуск годной продукции x Идеальное время цикла / Планируемое производственное время